# Wateree
Die Wateree sind ein heute ausgestorbener Stamm amerikanischer Ureinwohner, die zuletzt am Ufer des Wateree River im Gebiet des heutigen Kershaw County unweit der Stadt Camden in South Carolina im Südosten der Vereinigten Staaten lebten. Ihre ursprüngliche Herkunft ist unklar, die spanischen Eroberer beschrieben ihre Lokalisation als sehr weit von der Küste entfernt in der Nähe der Cherokee, die späteren englischen Kolonisten und Entdecker trafen am Oberlauf des Yadkin River auf die Wateree, zuletzt siedelten sie dann nahe Camden.
Von dem wenigen, was über die Wateree bekannt ist, schließt man, dass sie zu den Völkern der Sioux zu rechnen sein und eine Sprache aus der Familie der Sioux-Sprachen verwendeten. Allerdings ist bekannt, dass die Sprache von den in der Nähe lebenden Congaree nicht verstanden wurde, obwohl diese ebenfalls eine Sioux-Sprache benutzten. Der Name der Wateree stammt möglicherweise von dem Wort wateran aus der Sprache der Catawba und bedeutet „auf den Wasser treiben“.
Die Indianer lebten in runden, mit Rinde bedeckten Behausungen in größeren Familienverbänden. Die Siedlungen waren von Palisaden oder Wällen umgeben, es gab Schwitzhäuser und Versammlungsplätze. Sie pflanzen Mais, Bohnen und Squash an, jagten Hirsche und anderes Wild und fischten in den Flussläufen der Region. Die Europäer fanden die Machtfülle, die einem Häuptling der Wateree im Verhältnis zu anderen benachbarten Stämmen zugestanden wurde, außergewöhnlich. Ihren Beobachtungen nach wurden die Wateree durch weibliche Häuptlinge regiert.
Die Wateree waren einer der ersten Indianerstämme, denen die Europäer an der Ostküste des Kontinents begegneten. Sie werden bereits 1567 von Juan de Valera erwähnt, als sie 1566 oder 1567 auf die Expedition Juan Pardos trafen und die Soldaten töteten, die er zurückließ. Der Stamm umfasste um 1600 geschätzte 1000 Mitglieder. Im Tuscarora-Krieg kämpften sie in den Jahren 1711 und 1712 auf der Seite der Kolonisten gegen die Tuscarora, wandten sich aber 1715 im Yamasee War gegen die Kolonisten, die den Stamm deutlich dezimierten. Ursprünglich ein sehr großer Stamm, wurden sie Mitte des 18. Jahrhunderts ein Teil des Stammes der Catawba. Die kulturelle Identität konnten sie sich bis 1744 erhalten, vermutlich sind einige der heutigen Catawbas Nachkommen der Wateree.
Heute erinnert der Wateree River in den Countys Kershaw, Richland und Sumter an die ehemals an dem Ufer lebenden Indianer. Mehrere Schiffe der U.S. Navy tragen ebenfalls den Namen Wateree.